# Байиннаун
Байинна́ун (бирм. ဘုရင့်နောင် ကျော်ထင်နော်ရထာ) (16 января 1516 — 9 ноября 1581) — третий бирманский монарх из династии Таунгу (1550—1581).

## Биография
За период своего тридцатилетнего правления, которое позже было названо «величайшим взрывом человеческой энергии, когда-либо виденным в истории Бирмы», Байиннаун создал крупнейшую империю в истории Юго-Восточной Азии, которая включала большую часть современной Мьянмы, Манипур, Мон-Шан (юг современной китайской провинции Юньнань), почти весь нынешний Таиланд (Ланна — север, и Сиам — центр и юг) и часть нынешнего Лаоса (Лансанг). Он же был первым правителем, кому куки-чинские народы присягнули на верность.
Хотя он более всего известен именно как основатель огромной империи, важнейшим результатом правления Байиннауна была предпринятая им интеграция государств Шанов в бирманские королевства долины Ирравадди, что устранило угрозу рейдов шанов в Верхнюю Бирму, которая висела над регионом начиная с конца XIII века. После завоевания государства Шан в 1557 году король утвердил административную систему, которая снижала власть шанских наследственных саофов (вождей), и ввёл для шанов таможенные пошлины, так же как и низкие налоги на землю. Его политике в отношении шанов следовали все бирманские короли вплоть до окончательного падения королевства перед войсками Великобритании в 1885 году.
Он, однако, не смог претворить в жизнь данную административную политику на всех окраинах своего государства. Его империя представляла собой непрочное государство, состоящее из бывших суверенных королевств, чьи короли были лояльны лично к нему как к Чакравартину (верховному правителю), но не к государству Тангу. Сиам восстал по истечении всего трёх лет после его смерти в 1584 году. К 1599 году все вассальные короли восстали, и империя Байиннауна полностью распалась.
Он считается одним из трех величайших бирманских королей наряду с Аноратхой и Алаунпайей.

## Память
- Некоторые из самых значимых мест в современной Мьянмы названы в его честь.
- В фильме Великий завоеватель  (2007 г.) его сыграл Сомпоб Беджатикул.
- В дополнении игры Age of Empires II: HD Edition: Rise of the Rajas есть кампания, основанная на жизни Байиннауна.